# Grand Prix Francji 1970
Grand Prix Francji 1970 (oryg. Grand Prix de France) – szósta runda Mistrzostw Świata Formuły 1 w sezonie 1970, która odbyła się 5 lipca 1970, po raz trzeci na torze Charade Circuit.
56. Grand Prix Francji, 20. zaliczane do Mistrzostw Świata Formuły 1.

## Klasyfikacja
| Legenda oznaczeń w tabelach wyników Wyświetl szablon na nowej stronie | Legenda oznaczeń w tabelach wyników Wyświetl szablon na nowej stronie                                                                     |
| Oznaczenie                                                            | Wyjaśnienie |
| --------------------------------------------------------------------- | --- |
| Złoty                                                                 | Zwycięzca lub mistrzostwo |
| Srebrny                                                               | 2. miejsce lub wicemistrzostwo |
| Brązowy                                                               | 3. miejsce lub II wicemistrzostwo |
| Zielony                                                               | Ukończył, punktował (w klasyfikacji generalnej, gdy zdobył co najmniej jeden punkt na przestrzeni sezonu, poza trzema powyższymi opcjami) |
| Niebieski                                                             | Ukończył, nie punktował (w klasyfikacji generalnej, gdy nie zdobył co najmniej jednego punktu na przestrzeni sezonu)                      |
| Czerwony                                                              | Nie zakwalifikował się (NZ) |
| Czerwony                                                              | Nie prekwalifikował się (NPK) |
| Różowy                                                                | Nie ukończył (NU) |
| Różowy                                                                | Niesklasyfikowany (NS) (w klasyfikacji generalnej, gdy nie został sklasyfikowany w żadnym wyścigu sezonu)                                 |
| Czarny                                                                | Zdyskwalifikowany (DK) |
| Czarny                                                                | Wykluczony (WYK/EX) |
| Biały                                                                 | Nie wystartował (NW) |
| Biały                                                                 | Kontuzjowany (K/INJ) |
| Biały                                                                 | Wyścig odwołany (OD/C) |
| Bez koloru                                                            | Został wycofany (WYC/WD) |
| Bez koloru                                                            | Nie przybył (NP/DNA) |
| Bez koloru                                                            | Nie brał udziału w treningach (NT/DNP) |
| Bez koloru                                                            | Nie został zgłoszony (–) |
| Pogrubienie                                                           | Start z pole position |
| Kursywa                                                               | Najszybsze okrążenie wyścigu |
| †                                                                     | Nie ukończył, ale jego rezultat został zaliczony ze względu na przejechanie więcej niż 90% dystansu wyścigu.                              |
| *                                                                     | Sezon w trakcie |
| 1/2/3                                                                 | Punktowana pozycja w sprincie kwalifikacyjnym                                                                                             |
| Lista systemów punktacji Formuły 1                                    | |

Źródło: F1Ultra
| Poz. | Nr. | Kierowca             | Konstruktor        | Okrążenia | Czas/powód NU      | Poz. start. | Punkty |
| ---- | --- | -------------------- | ------------------ | --------- | ------------------ | ----------- | ------ |
| 1    | 6   | Jochen Rindt         | Lotus-Ford         | 38        | 1:55:57.0          | 6           | 9      |
| 2    | 14  | Chris Amon           | March-Ford         | 38        | 7.61               | 3           | 6      |
| 3    | 23  | Jack Brabham         | Brabham-Ford       | 38        | 44.83              | 5           | 4      |
| 4    | 19  | Denny Hulme          | McLaren-Ford       | 38        | 45.66              | 7           | 3      |
| 5    | 20  | Henri Pescarolo      | Matra              | 38        | + 1:19.42          | 8           | 2      |
| 6    | 32  | Dan Gurney           | McLaren-Ford       | 38        | + 1:19.65          | 17          | 1      |
| 7    | 22  | Rolf Stommelen       | Brabham-Ford       | 38        | + 2:20.16          | 14          |        |
| 8    | 7   | John Miles           | Lotus-Ford         | 38        | + 2:47.17          | 18          |        |
| 9    | 1   | Jackie Stewart       | March-Ford         | 38        | + 3:09.61          | 4           |        |
| 10   | 8   | Graham Hill          | Lotus-Ford         | 37        | + 1 okrążenie      | 20          |        |
| 11   | 2   | François Cevert      | March-Ford         | 37        | +1 okrążenie       | 13          |        |
| 12   | 4   | George Eaton         | BRM                | 36        | + 2 Okrążeń        | 19          |        |
| 13   | 21  | Jean-Pierre Beltoise | Matra              | 35        | Brak paliwa        | 2           |        |
| 14   | 11  | Ignazio Giunti       | Ferrari            | 35        | + 3 Okrążeń        | 11          |        |
| NS   | 16  | Andrea de Adamich    | McLaren-Alfa Romeo | 29        | Nie sklasyfikowany | 15          |        |
| NU   | 12  | Jo Siffert           | March-Ford         | 23        | Wypadek            | 16          |        |
| NU   | 18  | Ronnie Peterson      | March-Ford         | 17        | Różne              | 9           |        |
| NU   | 10  | Jacky Ickx           | Ferrari            | 16        | Silnik             | 1           |        |
| NU   | 3   | Pedro Rodríguez      | BRM                | 6         | Skrz. biegów       | 10          |        |
| NU   | 5   | Jackie Oliver        | BRM                | 5         | Silnik             | 12          |        |
| NZ   | 24  | Silvio Moser         | Bellasi-Ford       |           |                    |             |        |
| NZ   | 9   | Alex Soler-Roig      | Lotus-Ford         |           |                    |             |        |
| NZ   | 25  | Pete Lovely          | Lotus-Ford         |           |                    |             |        |